# Liste der Bodendenkmäler in Euskirchen
Die Liste der Bodendenkmäler in Euskirchen enthält die denkmalgeschützten unterirdischen baulichen Anlagen, Reste oberirdischer baulicher Anlagen, Zeugnisse tierischen und pflanzlichen Lebens und paläontologischen Reste auf dem Gebiet der Stadt Euskirchen im Kreis Euskirchen in Nordrhein-Westfalen (Stand: 20. August 2020). Diese Bodendenkmäler sind in Teil B der Denkmalliste der Stadt Euskirchen eingetragen; Grundlage für die Aufnahme ist das Denkmalschutzgesetz Nordrhein-Westfalen (DSchG NRW).
| Bild | Bezeichnung   | Lage                      | Beschreibung | Bauzeit         | Eingetragen seit | Denkmal- nummer |
| ---- | ------------- | ------------------------- | ------------ | --------------- | ---------------- | --------------- |
|      | Motte „Knöpp“ | Billig Römerkastellstraße |              | 14. Jahrhundert |                  |                 |